# Elecciones municipales de Piura de 2018
Las elecciones municipales de Piura de 2018 se llevaron a cabo el 7 de octubre de 2018 para elegir al alcalde y al Concejo Provincial de Piura para el periodo 2019-2022. La elección se celebró simultáneamente con elecciones regionales y municipales (provinciales y distritales) en todo el Perú.

## Sistema electoral
La Municipalidad Provincial de Piura es el órgano administrativo y de gobierno de la provincia de Piura. Está compuesta por el alcalde y el Concejo Provincial.
La votación del alcalde y el concejo se realiza en base al sufragio universal, que comprende a todos los ciudadanos nacionales mayores de dieciocho años, empadronados y residentes en la provincia de Piura y en pleno goce de sus derechos políticos, así como a los ciudadanos no nacionales residentes y empadronados en la provincia de Piura.
El Concejo Provincial de Piura está compuesto por 15 regidores elegidos por sufragio directo para un período de cuatro (4) años, en forma conjunta con la elección del alcalde (quien lo preside). La votación es por lista cerrada y bloqueada. Se asigna a la lista ganadora los escaños según el método d'Hondt o la mitad más uno, lo que más le favorezca.

## Composición del Concejo Provincial de Piura
La siguiente tabla muestra la composición del Concejo Provincial de Piura antes de las elecciones.
| Partidos | Partidos                                    | Regidores |
| -------- | ------------------------------------------- | --------- |
|          | Unión Democrática del Norte                 | 9         |
|          | Alianza para el Progreso                    | 3         |
|          | Movimiento Regional Seguridad y Prosperidad | 2         |
|          | Región para Todos                           | 1         |

## Partidos y candidatos
A continuación se muestra una lista de los principales partidos y alianzas electorales que participaron en las elecciones:
| Candidatura | Candidatura | Partidos y alianzas                                                 | Candidatos | Candidatos                   | Ideología                                                          | Resultado previo | Resultado previo | Ref. |
| Candidatura | Candidatura | Partidos y alianzas                                                 | Candidatos | Candidatos                   | Ideología                                                          | Votos (%)        | Reg.             | Ref. |
| ----------- | ----------- | ------------------------------------------------------------------- | ---------- | ---------------------------- | ------------------------------------------------------------------ | ---------------- | ---------------- | ---- |
|             | APP         | Lista - Alianza para el Progreso (APP)                              |            | Luis Ramírez Ramírez         | Liberalismo económico Conservadurismo liberal Populismo de derecha | 21.46%           | 3                |      |
|             | MRSP        | Lista - Movimiento Regional Seguridad y Prosperidad (MRSP)          |            | Pablo Zegarra Ferreyra       | Regionalismo piurano                                               | 14.35%           | 2                |      |
|             | RPT         | Lista - Región para Todos (RPT)                                     |            | Juan Díaz Dios               | Regionalismo piurano                                               | 9.10%            | 1                |      |
|             | FR          | Lista - Movimiento Independiente Fuerza Regional (FR)               |            | Luis Neyra León              | Regionalismo piurano                                               | 6.14%            | 0                |      |
|             | FP          | Lista - Fuerza Popular (FP)                                         |            | Elba Merino De Lama          | Fujimorismo Conservadurismo social Populismo de derecha            | 5.47%            | 0                |      |
|             | PPC         | Lista - Partido Popular Cristiano (PPC)                             |            | Hugo Temoche Ruiz            | Democracia cristiana Conservadurismo social Liberalismo económico  | 3.67%            | 0                |      |
|             | SP          | Lista - Somos Perú (SP)                                             |            | Gabriel Madrid Orúe          | Democracia cristiana Conservadurismo social                        | 1.34%            | 0                |      |
|             | VP          | Lista - Vamos Perú (VP)                                             |            | Carlos Castañeda Benites     | Populismo Socialdemocracia                                         | 0.54%            | 0                |      |
|             | APRA        | Lista - Partido Aprista Peruano (APRA)                              |            | Raúl Carrasco Castro         | Aprismo                                                            | Nuevo            | Nuevo            |      |
|             | AP          | Lista - Acción Popular (AP)                                         |            | Anibal Albañil Ordinola      | Partido atrapalotodo                                               | Nuevo            | Nuevo            |      |
|             | SN          | Lista - Solidaridad Nacional (SN)                                   |            | Kelly Morillas Bogado        | Conservadurismo liberal Liberalismo económico                      | Nuevo            | Nuevo            |      |
|             | DD          | Lista - Democracia Directa (DD)                                     |            | William Alburqueque Zevallos | Socialismo Nacionalismo de izquierda Ecologismo                    | Nuevo            | Nuevo            |      |
|             | RN          | Lista - Restauración Nacional (RN)                                  |            | Hermer Alzamora Román        | Liberalismo económico Humanismo cristiano Evangelismo              | Nuevo            | Nuevo            |      |
|             | MODELO      | Lista - Movimiento de Desarrollo Local MODELO Región Piura (MODELO) |            | Félix Chang Apuy             | Regionalismo piurano                                               | Nuevo            | Nuevo            |      |

## Resultados

### Sumario general
|                        |                                                             |              |              |              |           |           |  |  |
| Partidos y coaliciones | Partidos y coaliciones                                      | Voto popular | Voto popular | Voto popular | Regidores | Regidores |  |  |
| Partidos y coaliciones | Partidos y coaliciones                                      | Votos        | %            | ±pp          | Total     | +/−       |  |  |
|                        | Región para Todos (RPT)                                     | 72,599       | 20.61        | +11.51       | 9         | +8        |  |  |
|                        | Movimiento Independiente Fuerza Regional (FR)               | 71,978       | 20.43        | +14.29       | 2         | +2        |  |  |
|                        | Somos Perú (SP)                                             | 42,352       | 12.02        | +10.68       | 1         | +1        |  |  |
|                        | Movimiento de Desarrollo Local MODELO Región Piura (MODELO) | 40,171       | 11.40        | Nuevo        | 1         | +1        |  |  |
|                        | Movimiento Regional Seguridad y Prosperidad (MRSP)          | 35,248       | 10.01        | –4.34        | 1         | –1        |  |  |
|                        | Alianza para el Progreso (APP)                              | 27,859       | 7.91         | –13.55       | 1         | –2        |  |  |
|                        | Solidaridad Nacional (SN)                                   | 24,033       | 6.82         | Nuevo        | 0         | ±0        |  |  |
|                        | Acción Popular (AP)                                         | 7,315        | 2.08         | n/a          | 0         | ±0        |  |  |
|                        | Fuerza Popular (FP)                                         | 7,031        | 2.00         | –3.47        | 0         | ±0        |  |  |
|                        | Restauración Nacional (RN)                                  | 7,121        | 2.02         | Nuevo        | 0         | ±0        |  |  |
|                        | Partido Aprista Peruano (APRA)                              | 6,734        | 1.91         | n/a          | 0         | ±0        |  |  |
|                        | Partido Popular Cristiano (PPC)                             | 5,308        | 1.51         | n/a          | 0         | ±0        |  |  |
|                        | Vamos Perú (VP)                                             | 2,707        | 0.77         | +0.23        | 0         | ±0        |  |  |
|                        | Democracia Directa (DD)                                     | 1,774        | 0.50         | n/a          | 0         | ±0        |  |  |
|                        |                                                             |              |              |              |           |           |  |  |
| Total                  | Total                                                       | 352,230      |              |              | 15        | ±0        |  |  |
|                        |                                                             |              |              |              |           |           |  |  |
| Votos válidos          | Votos válidos                                               | 352,230      | 78.01        | –4.48        |           |           |  |  |
| Votos en blanco        | Votos en blanco                                             | 60,223       | 13.34        | +4.06        |           |           |  |  |
| Votos nulos            | Votos nulos                                                 | 39,075       | 8.65         | +0.42        |           |           |  |  |
| Votos emitidos         | Votos emitidos                                              | 451,528      | 81.89        | –4.01        |           |           |  |  |
| Abstenciones           | Abstenciones                                                | 99,847       | 18.11        | +4.01        |           |           |  |  |
| Votantes registrados   | Votantes registrados                                        | 551,375      |              |              |           |           |  |  |
|                        |                                                             |              |              |              |           |           |  |  |
| Fuente:                |                                                             |              |              |              |           |           |  |  |

## Elecciones municipales distritales

### Resultados por distrito
La siguiente tabla enumera el control de los distritos de la provincia de Piura. El cambio de mando de una organización política se resalta del color de ese partido.
| Distrito              | Alcalde(sa) titular          | Partido político | Partido político            | Alcalde(sa) electo(a)     | Partido político | Partido político               |
| --------------------- | ---------------------------- | ---------------- | --------------------------- | ------------------------- | ---------------- | ------------------------------ |
| Castilla              | Luis Ramírez Ramírez         |                  | Unión Democrática del Norte | José Aguilar Silva        |                  | Región para Todos              |
| Catacaos              | Juan Cieza Sánchez           |                  | Unión Democrática del Norte | José Muñoz Vera           |                  | Región para Todos              |
| Cura Mori             | Macario Silva Vilchez        |                  | Seguridad y Prosperidad     | Juan Vílchez Valverde     |                  | Movimiento de Desarrollo Local |
| El Tallán             | Juan Mena Moscol             |                  | Seguridad y Prosperidad     | Leonardo Macalupú Zapata  |                  | Fuerza Regional                |
| La Arena              | Neylly Talledo Rojas         |                  | Alianza para el Progreso    | Carlos Yarleque Masias    |                  | Fuerza Regional                |
| La Unión              | Walter Ayala Antón           |                  | La Unión Corazón            | Fernando Ipanaqué Mendoza |                  | Región para Todos              |
| Las Lomas             | Santos Neira Simbala         |                  | Obras + Obras               | Jaime Vences Vegas        |                  | Somos Perú                     |
| Tambo Grande          | Gabriel Madrid Orúe          |                  | Seguridad y Prosperidad     | Alfredo Rengifo Navarrete |                  | Solidaridad Nacional           |
| Veintiséis de Octubre | Práxedes Llacsahuanga Huamán |                  | Unión Democrática del Norte | Darwin García Marchena    |                  | Región para Todos              |